# Ariel Sharon
Pour les articles homonymes, voir Sharon.
Ariel Sharon (en hébreu : אריאל שרון), né Ariel Scheinermann le 26 février 1928 à Kfar Malal (Palestine mandataire) et mort le 11 janvier 2014 à Ramat Gan (Israël), est un général et homme d'État israélien, Premier ministre d'Israël de 2001 à 2006.
En 1954, il commande l'Unité 101 qui est responsable du massacre de Qibya en représailles à l'assassinat de deux Israéliens. L'ensemble du village jordanien de Qibya est détruit et 70 personnes y sont tuées.
Il s'illustre militairement au cours des guerres israélo-arabes de 1948, de Suez, des Six Jours et du Kippour.  Il participe avec ses troupes à la conquête du Sinaï lors de la guerre des Six Jours en 1967 et en 1973, lors de la guerre de Kippour,  il isole la IIIe armée égyptienne, ce qui apporte la victoire aux Israéliens.
Après sa retraite militaire, Ariel Sharon entame une carrière politique au début des années 1970 en cofondant le Likoud. Il exerce ensuite plusieurs fonctions ministérielles, de 1977 à 1992 et de 1996 à 1999. En tant que ministre de la Défense, il lance l'invasion du Liban en 1982. La commission Kahane conclut en 1983 à sa responsabilité indirecte du massacre de Sabra et Chatila, ce qui le contraint à démissionner. Au gouvernement, Ariel Sharon autorise l'implantation de colonies israéliennes en Cisjordanie et dans la bande de Gaza.
Dirigeant du Likoud à partir de 1999, il devient Premier ministre en mars 2001, après le déclenchement de la seconde Intifada. Reconduit à la suite des élections législatives de 2003, il met en œuvre en 2004-2005 le retrait israélien unilatéral de la bande de Gaza. Il quitte alors le Likoud, qui s'était divisé sur cette mesure, et crée un parti centriste, Kadima.
En janvier 2006, tandis qu'il est pressenti pour obtenir un troisième mandat aux élections législatives anticipées, il est victime d'une grave attaque cérébrale. Plongé dans un coma artificiel, il est démis de ses fonctions de Premier ministre en avril 2006. Il meurt en 2014, après huit ans passés dans le coma.
Ses défenseurs louent sa stature de « grand homme d'État » et son « pragmatisme », tandis que les critiques qui lui sont destinées évoquent sa « logique de guerre » et les « crimes » qui lui sont attribués.

## Origines et jeunesse
Ariel Scheinermann naît le 26 février 1928 à Kfar Malal (Palestine mandataire).
Son père, Shmouel Scheinerman, est technicien agronome originaire de Brest-Litovsk ville de l'Empire russe puis de la Pologne reconstituée. Sa mère, Véra, est médecin originaire de Moguilev (actuelle Biélorussie).
Dans leur enfance, ses parents sont marqués par les pogroms antijuifs de 1903-1905 dans la Russie tsariste. Ils émigrent en Palestine en 1920, et s'installent en 1922 dans le moshav (village agricole) de Kfar Malal, où naît Ariel Sharon, qui a une sœur aînée, Youdith.
Ariel Sharon entre dans le mouvement de jeunesse paramilitaire Gadna, puis s'implique dans l'organisation d'autodéfense Haganah, avant qu'elle ne se fonde dans Tsahal après la première guerre israélo-arabe.
À la suite des instructions de David Ben Gourion, qui veut que les officiers militaires prennent des noms hébreux[réf. nécessaire], il choisit de se faire appeler « Sharon », qui est sa région de naissance.

## Carrière militaire

### Guerre de 1948
Lors de la guerre israélo-arabe de 1948, il est commandant de détachement dans la brigade Alexandroni de la Haganah. Il est gravement blessé lors de la première bataille de Latroun contre la Légion arabe.
En 1949, il est promu commandant de compagnie et en 1951, officier dans les services de renseignement.

### Commandant de l’Unité 101

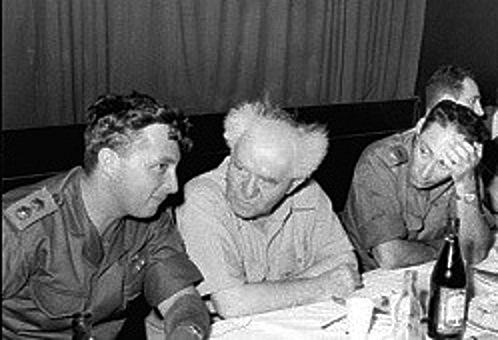
Réunion de l'état-major israélien (1957) : le lt col. Ariel Sharon (à gauche) est assis à côté de David Ben Gourion (au milieu), alors Premier ministre d'Israël. Ben Gourion avait une affection privilégiée pour Ariel Sharon en qui il voyait l'incarnation du « nouvel homme israélien ».

Après des études à l'université hébraïque de Jérusalem, Moshe Dayan lui demande de reprendre du service actif en prenant le commandement de l’Unité 101, la première unité des forces spéciales israéliennes.
Selon Uzi Benziman, journaliste de Haaretz, Sharon prit une part importante dans la formation de cette unité. Selon lui, en 1952, Ariel Sharon aurait cherché à monter sa propre unité de commandos spécialisés dans les opérations de représailles mais sa hiérarchie s'y serait opposée. Il aurait alors monté une embuscade dans le no man's land sans en informer sa hiérarchie. Ainsi, selon Benziman, Sharon participa à cette époque à une opération au cours de laquelle deux femmes palestiniennes ont été abattues près d'un puits ce qui déclencha des tirs de mortier de l'armée jordanienne sur des villages israéliens. Sharon aurait réitéré ses souhaits, critiquant l'état-major, qui faisait preuve selon lui de trop de « retenue face aux Arabes ». David Ben Gourion lui demande finalement de prendre la tête d'une unité qui agira au-delà de la ligne d'armistice.
L'unité 101 sous son commandement entreprit une série de raids de représailles contre la Jordanie, qui occupait alors la Cisjordanie.
Le 14 octobre 1953, l’Unité 101 (ou Force 101) commandée par Ariel Sharon est accusée d'avoir perpétré un massacre lors du raid de Qibya, situé en territoire sous contrôle de la Jordanie, en représailles d'une incursion palestinienne en Israël. Selon les témoignages, soixante-neuf civils sont tués dans le dynamitage de leurs maisons, principalement des femmes et des enfants.
Ariel Sharon écrira dans son journal qu'il avait reçu des ordres lui demandant d'infliger de lourdes pertes aux habitants de Qibya : « Les ordres étaient tout à fait clairs : Qibya devait être un exemple pour chacun ». Sharon déclarera avoir cru les maisons vidées de leurs habitants, son unité ayant mené, d'après lui, les vérifications nécessaires avant d'actionner les détonateurs. Cette version israélienne a été remise en cause par le contre-amiral Vagn Bennike, observateur de l'ONU, arrivé sur les lieux le lendemain du massacre, qui dénonça le mode opératoire de l'Unité 101 lors de son intervention sur les habitations, consistant systématiquement à faire feu sur les maisons, empêchant ainsi les occupants d'en sortir, et les livrant de fait à une mort certaine.

### Invasion de l’Égypte
En 1956, durant la crise du canal de Suez, les Israéliens coopèrent à la tentative de prise de contrôle du canal de Suez par les corps expéditionnaires franco-britanniques à la suite de sa nationalisation par Nasser. Ariel Sharon commande la 202e brigade parachutiste et se distingue au sein de l'état-major par la promptitude avec laquelle les forces qu'il dirige entrent dans le Sinaï.
Le 890e régiment de parachutistes, lâché au-dessus du « Parker's Memorial », arrive au col de Mitla tenu par une garnison constituée principalement de douaniers et de gardes-frontière, soudanais en majorité. La garnison est en fuite et le col n'est plus défendu. Un massacre de prisonniers aurait eu lieu au cours de ces opérations. Les troupes de parachutistes commandées par Rafaël Eytan (dépendant du commandement d'Ariel Sharon) sont accusées d'avoir exécuté plus de 200 prisonniers égyptiens et civils soudanais capturés et de les avoir jetés dans des fosses communes,. La responsabilité directe d'Ariel Sharon n'a néanmoins jamais été établie pour ces événements.
En 1957, il part pour un an à l'École militaire de Camberley au Royaume-Uni. À son retour, il étudie le droit à l'université de Tel-Aviv.

### Guerre des Six Jours et pacification de Gaza
Lors de la guerre des Six Jours de 1967, qui fera la renommée de l'armée israélienne, il commande une des divisions qui participent à la conquête du Sinaï. Ariel Sharon y acquiert un grand prestige auprès de ses hommes et de l'opinion publique israélienne. Le commandement reconnaît en lui un grand stratège mais n'apprécie pas son indiscipline.
En 1971, Ariel Sharon prend en charge le commandement du front sud (Sinaï) et en particulier de la zone le long du canal de Suez (ligne Bar-Lev). Sharon s'oppose à la construction de ligne Bar-Lev antichar après la guerre. Il sera également chargé de mettre un terme aux attaques palestiniennes dans la bande de Gaza.
L’armée israélienne va mettre quatre années à pacifier Gaza. Des groupes de combattants des Forces populaires de libération, du Fatah et du Front populaire de libération de la Palestine (FPLP) harcèlent les forces d’occupation. Les bulldozers de Sharon détruisent en partie les camps de réfugiés, des dizaines de milliers d’habitants sont chassés, des milliers d’habitations détruites. La mort de deux chefs emblématiques de la résistance, Ziad al-Husseini pour les Forces populaires de libération, le 21 novembre 1971, et Mohammad al-Aswad, surnommé le « Guevara de Gaza », pour le FPLP, le 9 mars 1973, marque la fin du mouvement. Les massacres de 1971-1972, après ceux de 1956, s’inscrivent dans la mémoire des Palestiniens et renforcent le sentiment nationaliste,.

### Guerre du Kippour

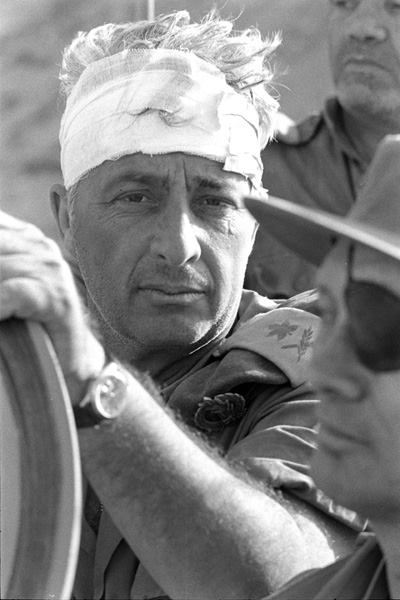
Ariel Sharon, blessé lors de la guerre du Kippour en 1973, avec Moshe Dayan.

En 1973, Ariel Sharon démissionne de l'armée pour se lancer en politique. Quand l'Égypte et la Syrie lancent à la fin de l'année une attaque surprise contre Israël (le jour de la fête juive du Yom Kippour), Ariel Sharon est rappelé d'urgence sur le front sud dont il vient d'abandonner le commandement et y prend la tête d'une division blindée. Lors de la guerre, il augmente encore son prestige auprès de l'opinion publique et confirme ses talents de tacticien, à la suite notamment de plusieurs manœuvres qui permettent à l'armée israélienne de franchir le canal de Suez, puis d'encercler et d'isoler la IIIe armée égyptienne, ce qui apporte la victoire aux Israéliens.
Plus tard, en 1977, le président égyptien Anouar el-Sadate, en visite à Jérusalem après avoir signé la paix avec Israël, promettait en plaisantant à « Arik » une fessée pour une prochaine visite éventuelle sans invitation.

## Parcours politique

### Débuts
En 1973, Ariel Sharon participe à la fondation de l'alliance politique de droite Likoud, qui devient un parti politique en 1988. Il est élu à la Knesset, qu'il quitte l'année suivante.
De juin 1975 à mars 1976, Sharon devient un assistant spécial du Premier ministre Yitzhak Rabin. En 1977 il tente de revenir au Likoud et de remplacer Menachem Begin à la tête du parti. Il tente ensuite en vain de rejoindre le Parti travailliste et le Mouvement démocratique centriste pour le changement. Il forme alors sa propre liste, Shlomtzion, qui remporte deux sièges à la Knesset lors des élections suivantes. Immédiatement après les élections, il fusionne Shlomtzion avec le Likoud et devient ministre de l'Agriculture.

### Député et ministre de l'Agriculture
Lorsque Sharon rejoint le gouvernement de Begin, il a assez peu d'expérience politique. Pendant cette période, il soutient le mouvement messianique Gush Emunim.
En tant que ministre de l'Agriculture en 1977, il soutient l'expansion des implantations agraires juives en Cisjordanie et à Gaza. Sous sa houlette, entre 1977 et 1981, plus de 25 000 Juifs s'installent dans les territoires occupés.
Il est réélu député à la Knesset sans interruption entre 1977 et 2006.

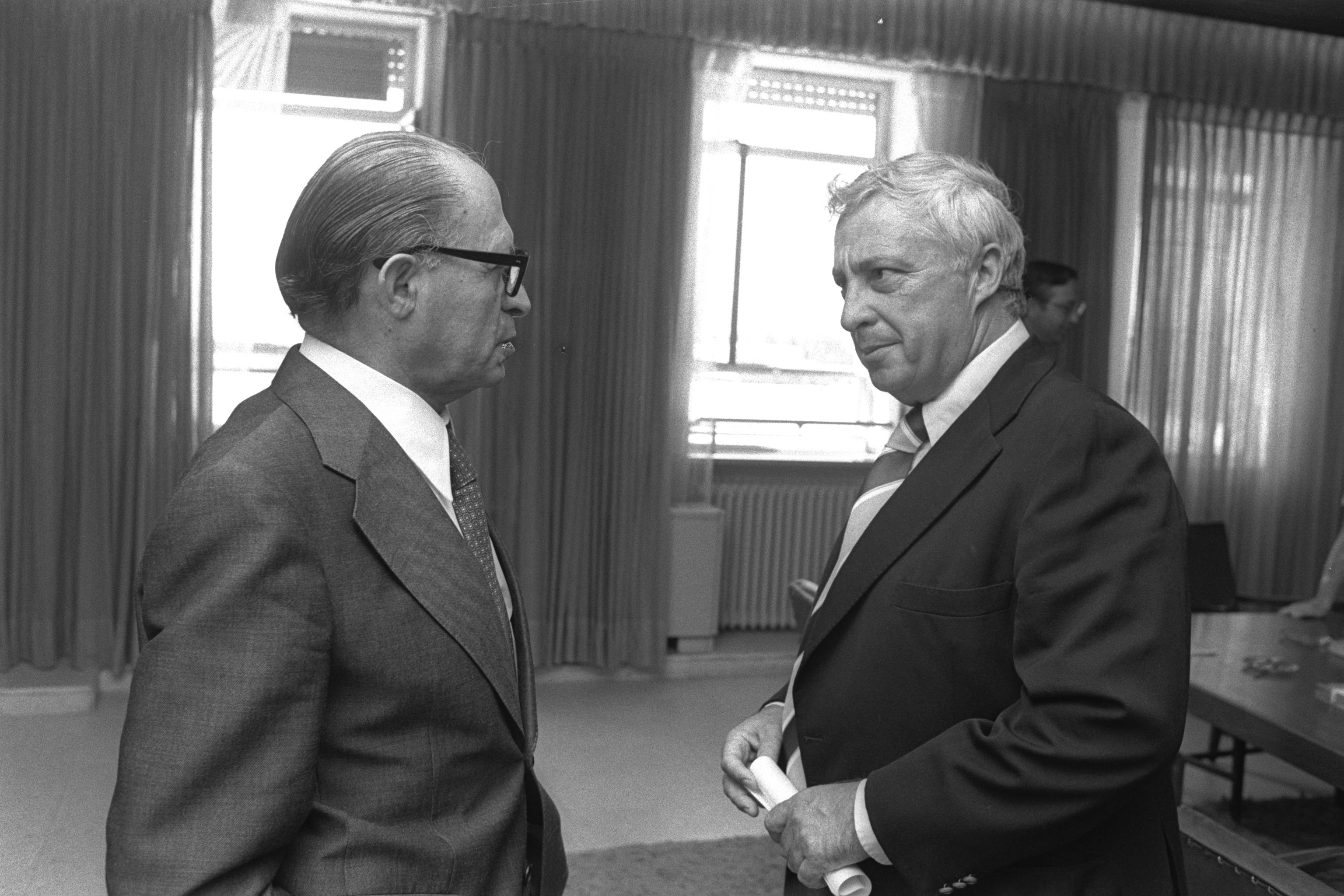
Ariel Sharon (à droite) avec le Premier ministre israélien Menahem Begin, en 1977.

### Ministre de la Défense
En 1981, il devient ministre de la Défense. Pendant la guerre Iran-Irak, il prend contact avec l'Iran, alors considéré comme la partie faible du conflit, afin de lui proposer des contrats d’armements. Israël choisit de favoriser le prolongement de la guerre afin de voir deux ennemis s'affaiblir et de détourner l’attention de l’opinion publique internationale du problème palestinien. Le pays devient alors le cinquième ou sixième plus grand exportateur d'armes au monde (ces exportations constituant la première source de recettes d’Israël). En 1982, Ariel Sharon révèle les accords avec l'Iran et affirme qu'il s'agissait d'« activités limitées, principalement indirectes et non secrètes ». Il se plaint des tentatives pour présenter Israël en un État prêt à vendre des armes à tout prix. L'année suivante, il déclare que les ventes s'effectuaient avec le consentement des États-Unis.
Dans les mois qui suivirent sa nomination au ministre de la Défense, Israël s’engagea dans de nombreuses opérations militaires contre des camps de réfugiés palestiniens au Liban dans l’objectif d’amener l'Organisation de libération de la Palestine à répliquer et procurer à Israël un prétexte justifiant l'invasion du Liban. En particulier, un « Front pour la libération du Liban des étrangers », nom sous lequel agissait les services secrets israéliens, revendique des attaques à la voiture piégée provoquant des centaine de morts. Plusieurs projets d'assassinat de Yasser Arafat sont aussi élaborés mais ne peuvent être exécutés.
En 1982, il dirige les opérations d'évacuation du Sinaï, notamment de la ville de Yamit, dont quelques centaines de colons israéliens refusaient l'ordre d'évacuation. L'armée les évacue de force et fait démolir les logements. La diffusion de l'évacuation à la télévision marque l'opinion publique israélienne.

#### Massacres de Sabra et Chatila
En 1982, l'armée israélienne envahit le Liban, alors en guerre civile, pour en chasser l'OLP. L'armée israélienne prend rapidement le contrôle du Sud Liban et de Beyrouth-Est. Le 16 septembre, elle laisse les phalangistes chrétiens libanais pénétrer dans les camps de réfugiés palestiniens de Sabra et Chatila sous son occupation pour y combattre les militants palestiniens. Ces miliciens phalangistes y massacrent, pendant deux jours, entre 460 et 2 300 civils palestiniens. Plus de 400 000 Israéliens manifesteront la semaine suivante contre ce massacre, alors qu'Israël occupe le Liban. Le 8 février 1983, la commission d'enquête officielle dirigée par le président de la Cour suprême, le juge Yitzhak Kahan, publie son rapport, dans lequel elle évoque la « responsabilité indirecte » d'Ariel Sharon, qui n'aurait « pas ordonné que les mesures adéquates soient prises pour empêcher d'éventuels massacres ». Ariel Sharon est alors contraint à démissionner et est éclipsé de la vie politique pendant plusieurs années.

### Autres ministères

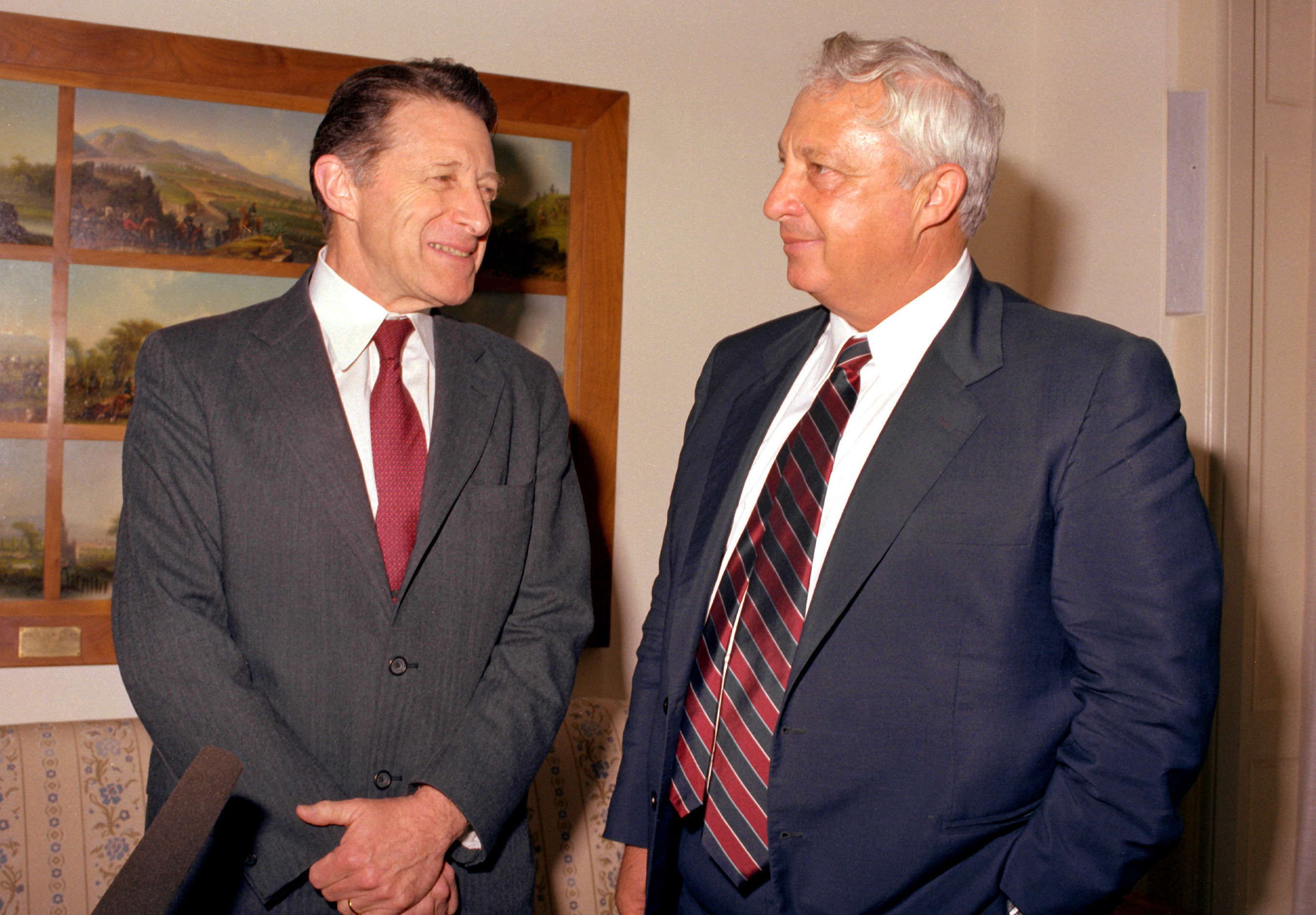
Caspar Weinberger et Ariel Sharon, en 1982.

Ariel Sharon négocie en 1983 un accord militaire avec le Zaïre, alors dirigé par Mobutu, pour former et équiper la garde présidentielle de ce dernier.
De 1990 à 1992, il est ministre du Logement et de la Construction, ainsi que président du Comité ministériel sur l'Immigration et l'Absorption. À la suite de la chute de l'Union soviétique et des vagues d'immigration depuis la Russie, il initie et mène à bien un programme incluant la construction de 144 000 appartements pour absorber les immigrants à travers le pays.
De 1992 à 1996, pendant la période des accords d'Oslo, il est membre du Comité de la Défense et des Affaires étrangères de la Knesset.
Ariel Sharon est nommé, en 1996, ministre de l'Infrastructure nationale, et est impliqué dans la stimulation d'entreprises conjointes avec la Jordanie, l'Égypte et les Palestiniens. Il est également président du Comité ministériel pour l'avancement des Bédouins.
En 1998, il est nommé ministre des Affaires étrangères et dirige les négociations avec l'Autorité palestinienne.

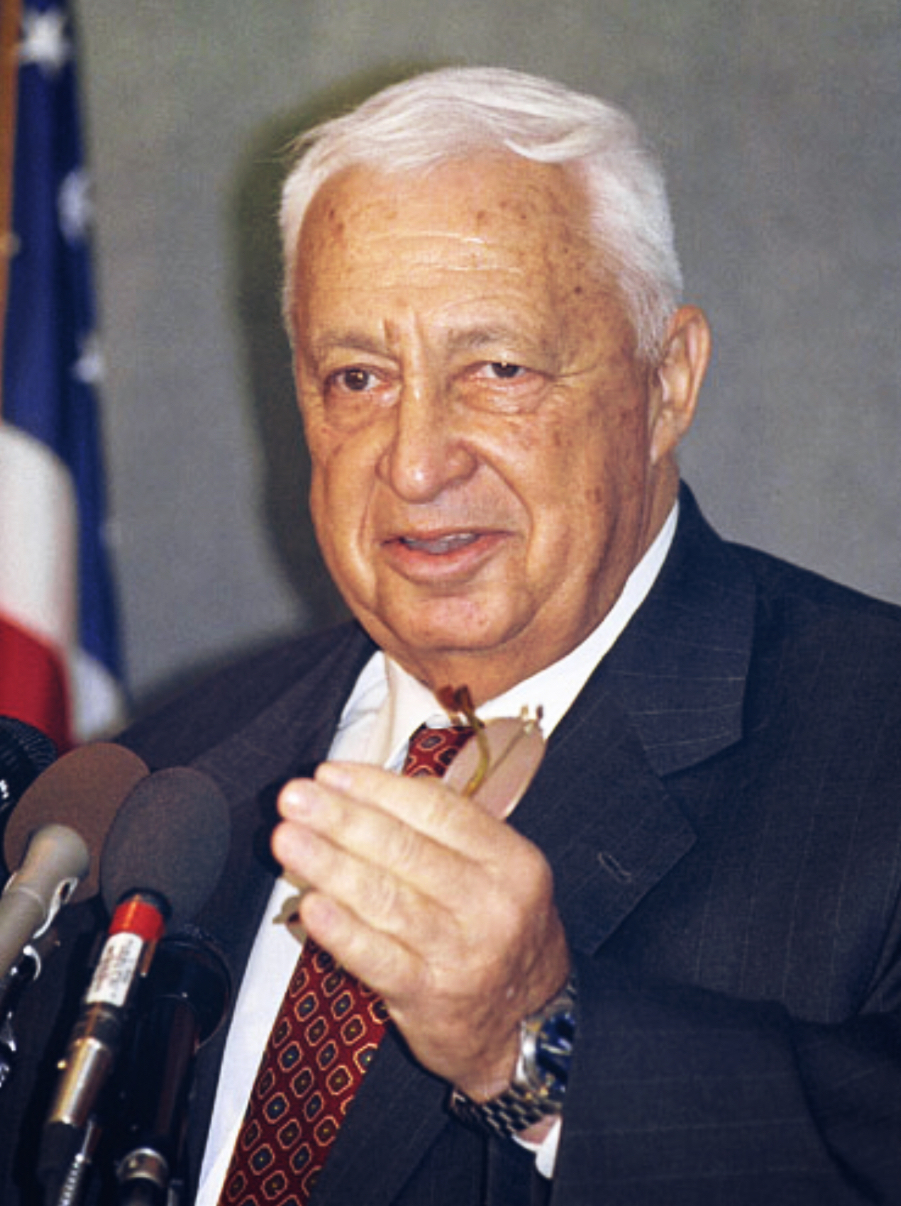
Ariel Sharon en 1998.

En tant que ministre des Affaires étrangères, Ariel Sharon rencontre des dirigeants américains, européens, palestiniens et arabes pour faire avancer le processus de paix. Il collabore au Flagship Water Project fondé par la communauté internationale pour trouver une solution à long terme à la crise de l'eau dans la région et servant de bases à des relations pacifiques entre Israël, la Jordanie et les Palestiniens.
Il prend la tête du Likoud en 1999, à la suite de la démission de Benjamin Netanyahou et de l'élection au poste de Premier ministre d'Ehud Barak. Il reste à la tête du parti jusqu'en 2005. Il est également membre du Comité de la Défense et des Affaires étrangères à la Knesset.
Le 28 septembre 2000, en campagne électorale, il se rend sur l'esplanade des mosquées/mont du temple, le troisième lieu saint de l'Islam. Cette visite est interprétée comme une provocation par les Palestiniens qui réagissent en commençant la seconde Intifada,.

### Premier ministre

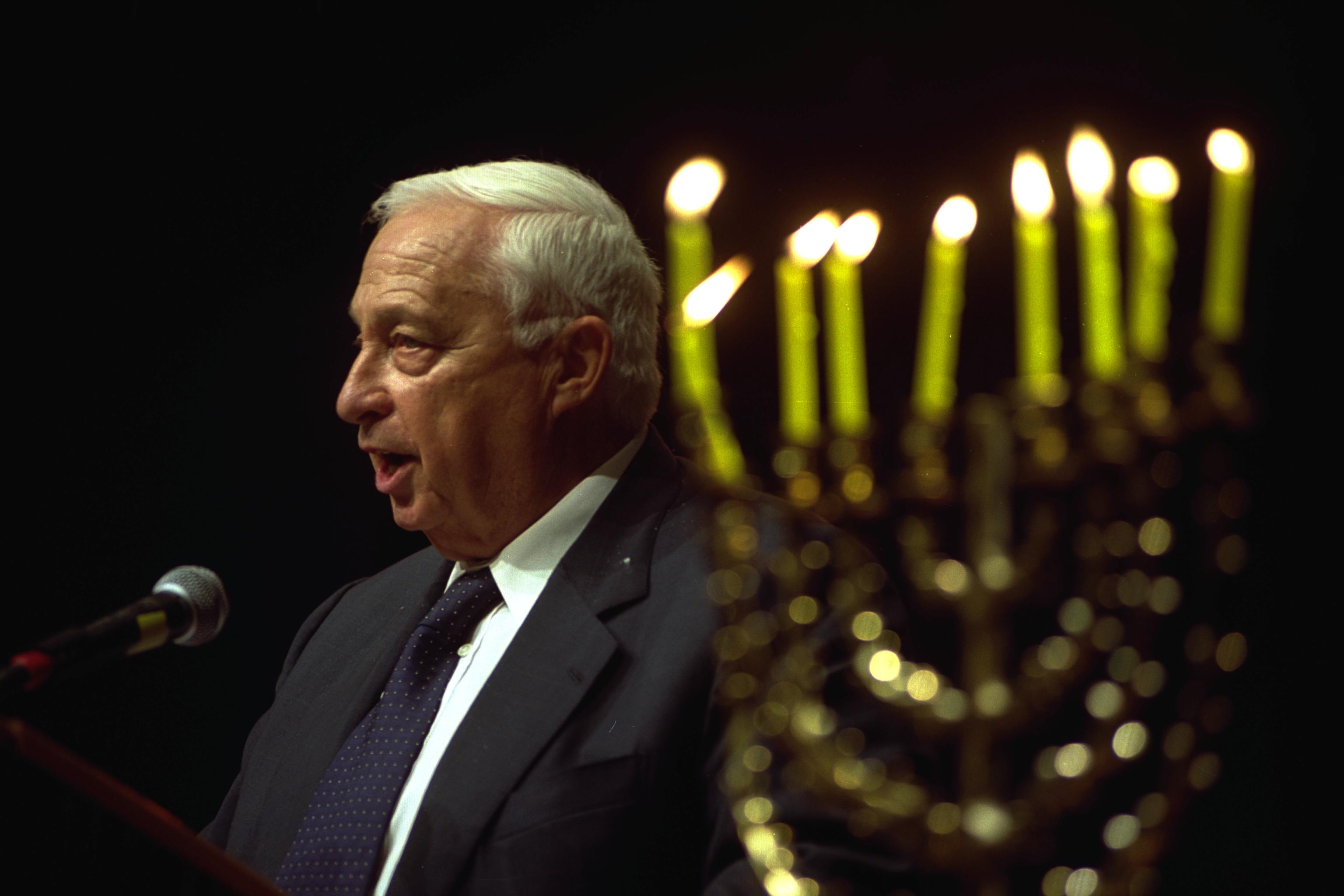
Ariel Sharon en 2001.

Le 13 novembre 2000, en préparation à la campagne électorale, il déclare dans une assemblée au New York Post : « Je suis pour une paix durable… Unis, je pense que nous pouvons gagner la bataille de la paix. Mais cela doit être une paix différente, une paix avec reconnaissance totale des droits des Juifs dans leur seule et unique terre ; une paix avec la sécurité pour des générations et une paix avec Jérusalem unifiée en tant que capitale éternelle et indivisible du peuple juif dans l’État d’Israël pour toujours. »
Il précise à plusieurs reprises la nature de son engagement politique. Il déclare en avril 2001 au quotidien Haaretz : « la guerre d'indépendance d'Israël n'est pas terminée […] Toute ma vie s'est passée dans ce conflit […] Combattre a été et restera la charge de ma génération. […] Telle sera la charge des générations à venir ».
En 2001, Ariel Sharon est élu au poste de Premier ministre de l'État d'Israël et promet un programme portant principalement sur la sécurité contre le terrorisme palestinien. En avril 2002, il lance l'opération Rempart en Cisjordanie à la suite de l'attentat du 27 mars 2002 à l'hôtel Park de Netanya et initie la traque de terroristes palestiniens. Plusieurs centaines de civils sont tués lors de ces opérations, ce qui mène Amnesty International à dénoncer des crimes de guerre.
Ariel Sharon est reconduit en mars 2003, à l'issue d'élections anticipées intervenues en raison du départ des travaillistes du gouvernement, le 30 octobre 2002.

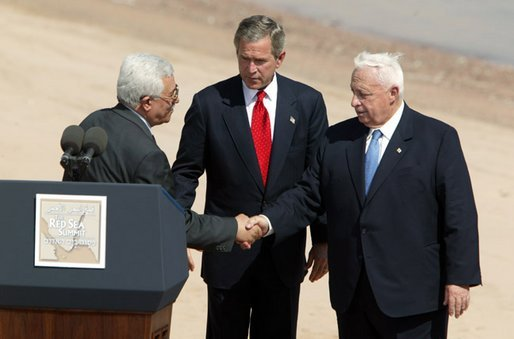
Mahmoud Abbas, George W. Bush et Ariel Sharon, le 4 juin 2003.

Il stoppe toute négociation avec Yasser Arafat qu'il considère responsable des attentats en Israël et lance une campagne de répression contre les groupes palestiniens. Il entame également la construction d'une barrière séparant Israël, dont Jérusalem, de la Cisjordanie. En 2004, peu après le décès de Yasser Arafat, il entame des pourparlers de paix avec le nouveau chef de l'Autorité palestinienne, Mahmoud Abbas. Il est, avec l'armée israélienne, responsable de plusieurs tentatives d'enlèvements, de répressions et d'assassinats envers le dirigeant palestinien Yasser Arafat, lors que ce dernier est assigné à résidence dans la Mouqata'a pendant ces dernières années.

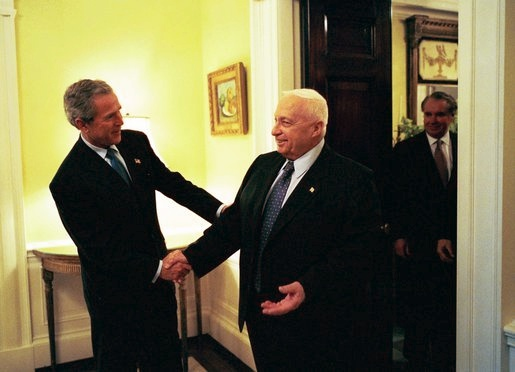
Le président des États-Unis, George W. Bush, et Ariel Sharon en 2004.

Parallèlement, Sharon annonce sa détermination à effectuer un plan de désengagement des territoires occupés à Gaza. Le 25 octobre 2004, il tient un discours à la Knesset où il déclare : « En tant que quelqu’un qui a combattu dans toutes les guerres d’Israël et appris de ses expériences personnelles que sans la force appropriée, nous n’avons pas une chance de survivre dans cette région qui ne montre aucune pitié envers les faibles, j’ai aussi appris par expérience que l’épée seule ne peut résoudre cette dispute amère pour cette terre». Le désengagement se déroulera du 15 août au 11 septembre 2005.

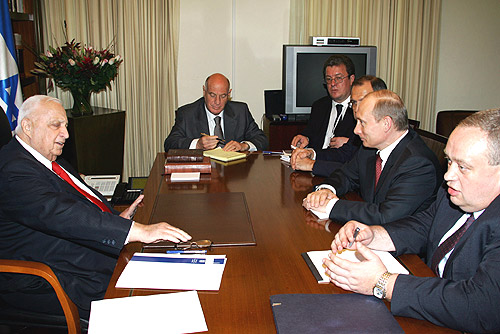
Ariel Sharon et Vladimir Poutine en 2005.

Après l'opposition d'une partie des membres du Likoud à ce retrait, Sharon doit composer une alliance avec le Parti travailliste de Shimon Peres. L'élection d'Amir Peretz à la place de Shimon Peres en novembre 2005 menace la coalition. Ariel Sharon demande au président Moshe Katsav de dissoudre le Parlement, puis il démissionne du Likoud le 21 novembre 2005. Il crée alors son propre parti, Kadima (« En Avant »), de sensibilité de centre droit, que Shimon Peres rallie en vue des élections générales anticipées prévues en mars 2006. Il évoque à l'occasion que ce parti a pour but de suivre la « feuille de route » et qu'il ne remet pas en cause l'évacuation déjà réalisée des colonies de la bande de Gaza (évoquant même l'éventualité d'évacuations de colonies de Cisjordanie).
Sur le plan économique, il accentue les réformes structurelles. Tandis que l’État renforce ses dépenses pour la défense, la colonisation et la construction d'un mur de séparation, le budget social est réduit de façon draconienne.
Selon Laura Raim du Monde diplomatique, le système de garderie se détériore significativement, les allocations familiales sont réduites et des emplois publics sont supprimés, ce qui ferait d'Israël un des États « développés » les plus inégalitaires.
Le 14 avril 2006 à minuit, après constatation trois mois plus tôt de son inaptitude à gouverner en raison de son coma, il perd officiellement son poste de Premier ministre, conformément à la loi israélienne, qui impose une période d'intérim maximale de 100 jours. Le poste reste vacant le temps qu'Ehud Olmert forme un gouvernement et soit investi à son tour le même jour.

## Attaques cérébrales et coma
En décembre 2005 et janvier 2006, Ariel Sharon, âgé de 77 ans, est victime de deux attaques cérébrales, la première mineure, l'autre beaucoup plus grave, puisqu'elle le plonge dans le coma et marque la fin de sa carrière politique.

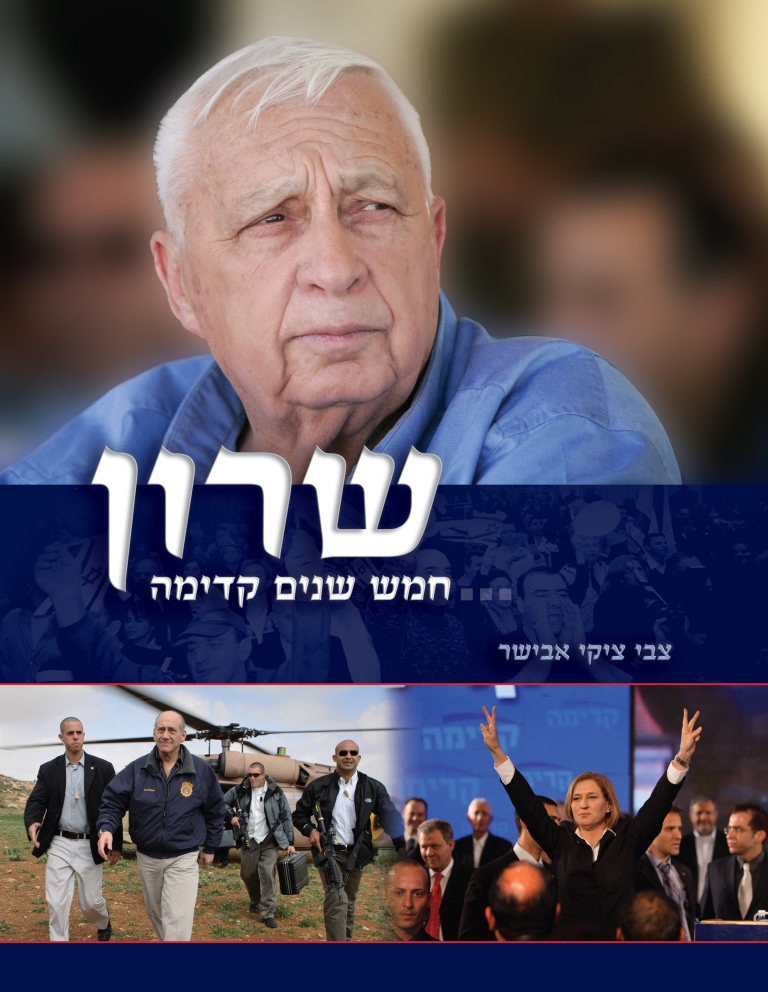
Première de couverture de l'ouvrage Cinq ans plus tard (2011).

Dans la soirée du 18 décembre 2005, à trois mois des élections annoncées pour lesquelles il part grand favori, Ariel Sharon est hospitalisé d'urgence à l'hôpital Hadassah Ein Karem de Jérusalem, après avoir été victime d'une attaque cérébrale. Le 20 décembre, après avoir passé une série d'examens médicaux, Ariel Sharon quitte l'hôpital. Le directeur de l'hôpital explique que les médecins ont retiré un caillot de sang qui gênait sa circulation sanguine et qu'il n'aura pas de séquelles. Une intervention cardiaque est toutefois prévue dans les semaines suivantes.
Ariel Sharon est de nouveau hospitalisé dans l'urgence le 4 janvier 2006 à Jérusalem, après avoir subi une nouvelle attaque cérébrale, qualifiée de « sérieuse » par son médecin personnel. Il est opéré dans la nuit du 4 au 5 janvier, puis placé dans un « coma profond sous respiration artificielle » afin de « maintenir une faible pression dans la boîte crânienne ». Ses pouvoirs sont transférés au vice-Premier ministre, Ehud Olmert, qui remporte les élections législatives du 28 mars 2006, de manière cependant moins marquée que prévu.
Transféré au centre médical pour hospitalisation de longue durée Chaim Sheba, il est pendant des années dans un état « grave mais stable », bien qu'il n'ait plus besoin d'aide respiratoire et réagisse à certains stimuli. Alimenté par une sonde, il ne pèse plus que 50 kg en 2013, alors qu'il pesait près de 115 kg avant de tomber dans le coma. Le choix de le débrancher n'a pas été envisagé durant toutes ces années de coma car, dans la tradition juive, un individu est toujours considéré comme en vie tant que son sang continue à couler dans ses veines : à ce titre, l'euthanasie passive est assimilée à un assassinat.

## Mort et funérailles
Le 1er janvier 2014, après huit années de coma, la radio militaire israélienne indique qu'il est victime de graves problèmes rénaux et que son état de santé s'est brusquement dégradé à la suite d'une intervention chirurgicale. Le lendemain, le directeur de l'hôpital Chaim Sheba annonce que plusieurs de ses organes centraux sont touchés. Il meurt le 11 janvier suivant, à l'âge de 85 ans,.
Des funérailles nationales sont organisées en son honneur. Le 12 janvier, sa dépouille est exposée au Parlement, à Jérusalem. Une cérémonie funèbre a lieu le 13 janvier, dans le bâtiment de la Knesset, en présence de dignitaires étrangers, dont le vice-président américain Joe Biden, le Premier ministre tchèque Jiří Rusnok, le ministre des Affaires étrangères russe Sergueï Lavrov, son homologue allemand Frank-Walter Steinmeier et les anciens Premiers ministres britannique Tony Blair et néerlandais Wim Kok.
Il est ensuite inhumé dans sa ferme, dans le désert du Neguev, au sud d'Israël, auprès de son épouse, Lily. Peu après la fin de la cérémonie, deux roquettes sont tirées depuis la bande de Gaza et s'abattent non loin sans faire de dégâts. L'armée israélienne avait envisagé l'éventualité de ce type d'attaques pour ses funérailles et avait sécurisé la cérémonie en installant des batteries anti-missiles Dôme de fer. L'armée israélienne riposte par une frappe sur Gaza, blessant une femme et ses quatre enfants.

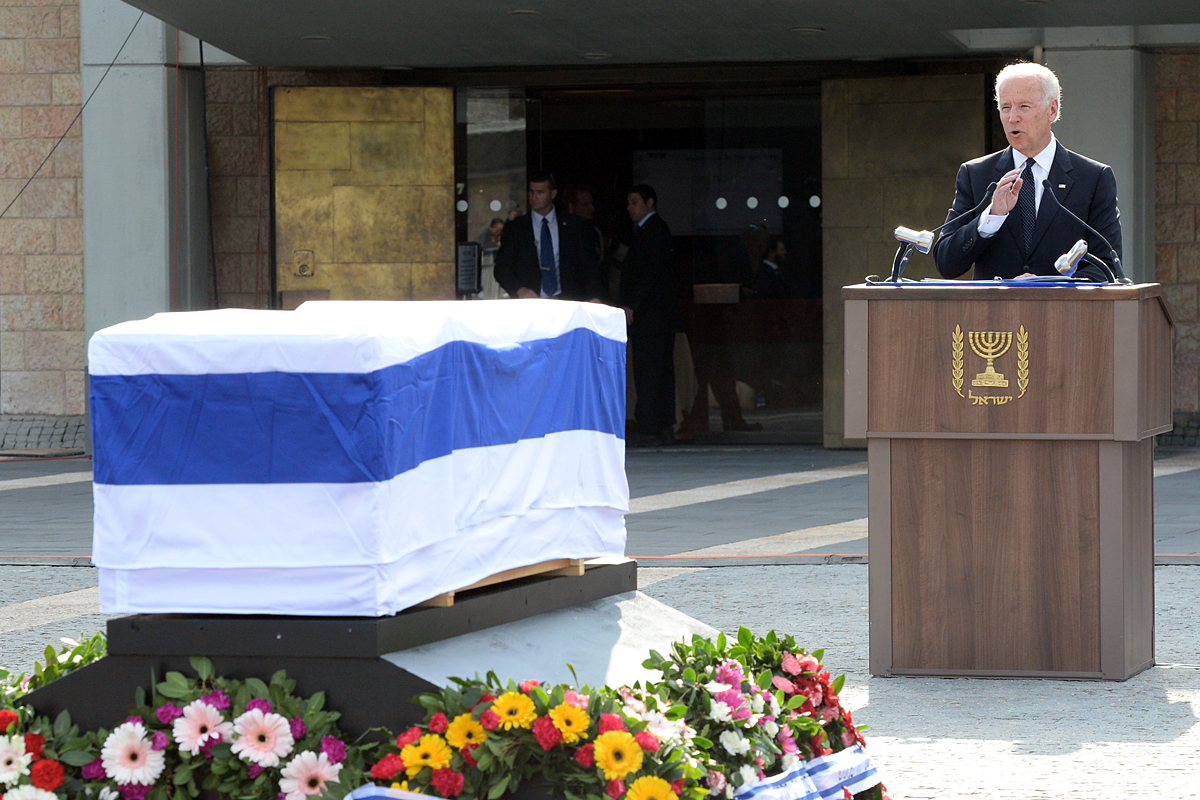
Joe Biden lors des funérailles d'État d'Ariel Sharon.
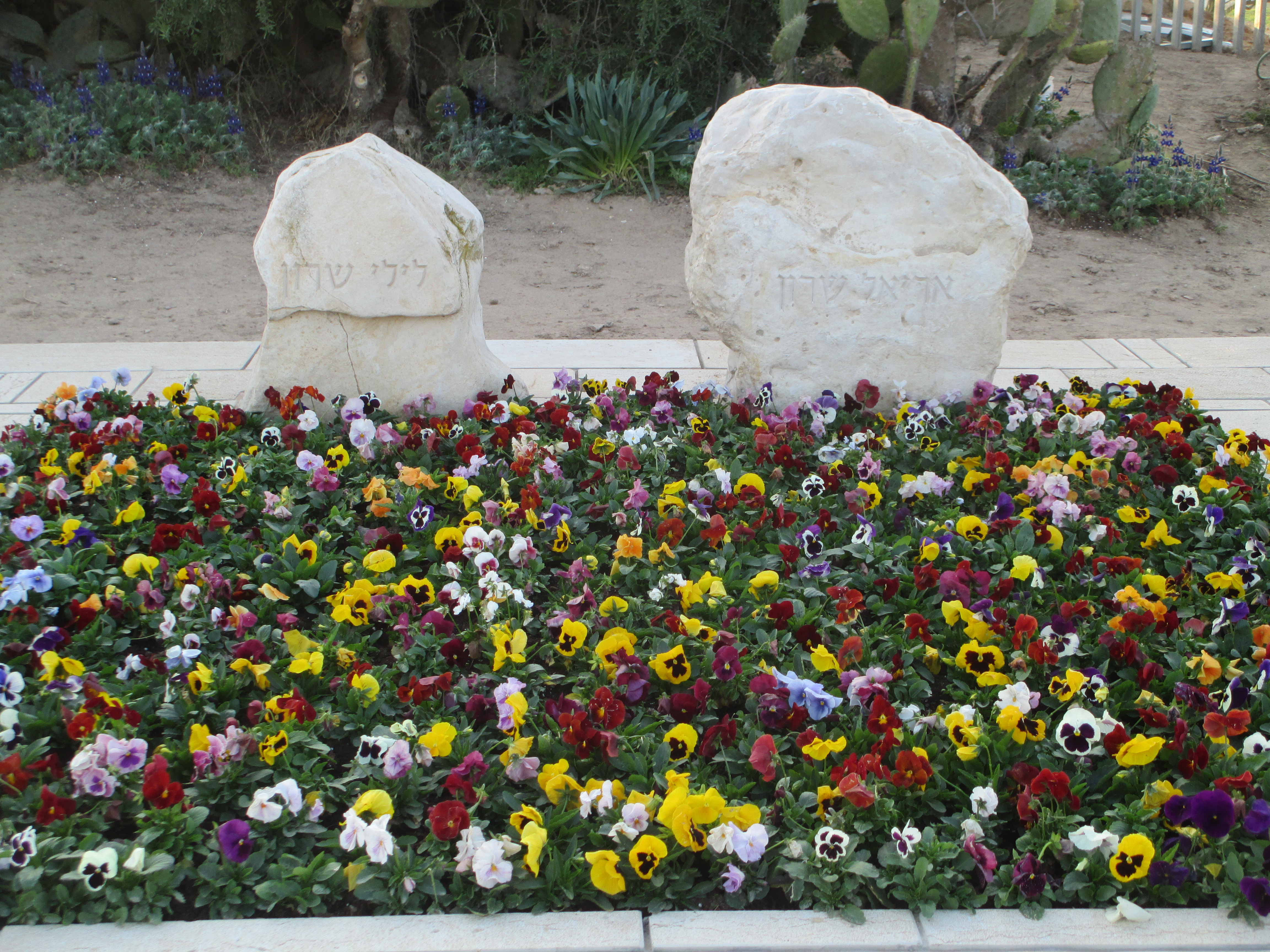
Tombes d'Ariel et Lily Sharon.

## Idéologie
Partisan de l'expansion territoriale de l’État israélien afin de constituer le « Grand Israël », Ariel Sharon a soutenu les activités du Goush Emounim et activement encouragé la colonisation de la Cisjordanie. Appartenant à l'aile droite du Likoud, il était résolument hostile à tout processus de paix avec les Palestiniens et à la perspective d'un État palestinien indépendant.

## Détail des mandats et fonctions
- 20 juin 1977 - 5 août 1981 : ministre de l'Agriculture
- 5 août 1981 - 14 février 1983 : ministre de la Défense
- 14 février 1983 - 13 septembre 1984 : ministre sans portefeuille
- 13 septembre 1984 - 20 février 1990 : ministre de l'Industrie et Commerce
- 11 juin 1990 - 13 juillet 1992 : ministre du Logement et de la Construction
- 8 juillet 1996 - 6 juillet 1998 : ministre des Infrastructures nationales
- 13 octobre 1998 - 6 juin 1999 : ministre des Affaires étrangères
- 7 mars 2001 - 14 avril 2006 : Premier ministre